# (3019) Kulin
(3019) Kulin (1940 AC) – planetoida z pasa głównego asteroid okrążająca Słońce w ciągu 4,85 lat w średniej odległości 2,86 j.a. Odkryta 7 stycznia 1940 roku.